# Análise estruturada
A análise estruturada é uma atividade de construção de modelos. Utiliza uma notação que é própria ao método de análise estruturada para com a finalidade de retratar o fluxo e o conteúdo das informações utilizadas pelo sistema, dividir o sistema em partições ambientais e comportamentais e descrever a essência daquilo que será construído. 

## Conceitos Básicos
A expressão “analise de sistemas” surgiu bem depois do nascimento da informática, pois sua origem foi decorrente da necessidade de construir sistemas mais eficazes.
O foco principal da análise de sistemas está vinculado à investigação de dados e fatos relacionados a um sistema existente em operação e à necessidade de construir um outro que atenda melhor à demanda da empresa.
Nas primeiras décadas da existência da informática certamente o conceito de sistema nem existia, pois as corporações utilizavam computadores de grande porte apenas para a realização de cálculos complexos, sendo seus programas codificados em linguagem de maquina e elaborados sem a utilização de sistematização de procedimentos. Eles eram baseados unicamente na experiência dos profissionais da área.
Na década de 1960, os computadores começaram a ser ferramentas de trabalho para as empresas, cujos benefícios facilmente poderiam ser notados, tendo como conseqüência os investimentos nesse segmento, principalmente pelas organizações de grande porte, apesar de ainda serem tímidos, diante dos preços que eram extremamente altos.
Os profissionais da área de informática eram bastante valorizados, ganhavam salários muito acima da média de mercado e eram disputados pelas empresas. Na verdade, um bom gerente de informática, um bom programador de computador e um bom analista de sistemas podiam “escolher” a empresa para trabalhar.

## Modelo ambiental
O modelo ambiental descreve o ambiente no qual o sistema se insere, ou seja, descreve o contexto do sistema, que deve ter 3 componentes:
Componentes do modelo ambiental:
- Definição de objetivos → Finalidade de sistema;
- Lista de eventos → Os acontecimentos que ocorrem no exterior e que interagem com o sistema;
- Diagrama de contexto → Representa o sistema como um único processo e as suas interações com o meio ambiente.

## Modelo comportamental
O modelo comportamental descreve as acções que o sistema deve realizar para responder da melhor forma aos eventos definidos no modelo ambiental.
Técnicas utilizadas: 
- Diagrama de fluxos de dados (DFD);
- Dicionário de dados (DD);
- Diagrama de entidades e associações (ou relacionamentos) (Diagrama entidade relacionamento [DER] ou  Modelo de entidades e relacionamentos
- Especificação de processos (EP) - (DESENHO);
- Diagrama de transição de estados (DTE).
- Produto final da analise estruturada(MER)

## Diagramas
- Diagrama de contexto
- Diagrama de fluxos de dados
- Diagrama entidade relacionamento
- Lista de eventos
- Tabela de decisão
- Árvore de decisão
- Diagrama de transição de estados